# Laurent Depoitre
Laurent Depoitre (* 7. prosince 1988, Tournai) je belgický fotbalový útočník a reprezentant, od léta 2017 hráč anglického klubu Huddersfield Town.

## Klubová kariéra
V Belgii hrál za kluby RFC Tournai, RRC Péruwelz, SC Eendracht Aalst, KV Oostende a KAA Gent.
S Gentem vyhrál v sezóně 2014/15 ligový titul, první v historii klubu.

## Reprezentační kariéra
V A-mužstvu Belgie debutoval 10. 10. 2015 v kvalifikačním utkání v Andoře la Vella proti týmu Andorry, k výhře 4:1 přispěl posledním gólem zápasu. Belgie si tímto vítězstvím zajistila přímý postup na EURO 2016 ve Francii.

### Reprezentační góly
Góly Laurenta Depoitre v belgickém reprezentačním A-mužstvu
| 1                    | 10. 10. 2015 | Estadi Nacional, Andorra la Vella, Andorra | Andorra | 1:400(64.) | 1:4 | kvalifikace na EURO 2016 |
| Platí k 11. 10. 2015 |              |                                            |         |            |     |                          |